# Балан Іван Дмитрович (футболіст)
Іван Дмитрович Балан (нар. 1 червня 1949 року, Мала Виска, Кіровоградська обл. СРСР) — колишній футболіст, заслужений тренер України. З 2012 року старший тренер маріупольського «Іллічівця».

## Досягнення

### Гравець
- Чемпіон другої ліги: 1974

### Тренер
- Заслужений тренер України: 2001